# Hurts 2B Human (chanson)
Singles de P!nk
Can We Pretend
(2019) One Too Many (en)
(2020)
Pistes de Hurts 2B Human
90 Days Can We Pretend
Hurts 2B Human est une chanson écrite par la chanteuse américaine P!nk pour son huitième album studio Hurts 2B Human, dont il est le quatrième single. Il sort le 18 septembre 2019. Le titre est interprété en compagnie de Khalid.
Pour ce clip, une vidéo du Behind The Scenes sort le 27 septembre 2019.

## Liste des pistes
| 1. | Hurts 2B Human (featuring Khalid) | P!nk, Teddy Geiger, Scott Harris, Anna-Catherine Hartley, Alexander "Xplicit" Izquierdo, Khalid Robinson | 3:22 |